# Lynk & Co 06
La Lynk & Co 06 è un'autovettura prodotta dalla casa automobilistica cino-svedese Lynk & Co a partire dal 2020.

## Descrizione
Versione più piccola della Lynk & Co 01, è basata sulla piattaforma BMA ed è stata introdotta sul mercato cinese il 7 settembre 2020.
La Lynk & Co 06 è disponibile con due motorizzazioni: un motore a benzina e un sistema ibrido plug-in. La prima è alimentata da un motore turbo a tre cilindri da 1,5 litri che produce 175 CV e 265 Nm di coppia, abbinato a un cambio a doppia frizione a sette rapporti. La seconda.è alimentata da un ibrido plug-in da 190 CV della Lynk & Co 06, che combina il motore a tre cilindri turbo da 1,5 litri con un motore elettrico da 80 CV alimentato da un pacco batterie agli ioni di litio.